# Ahuéxolotl

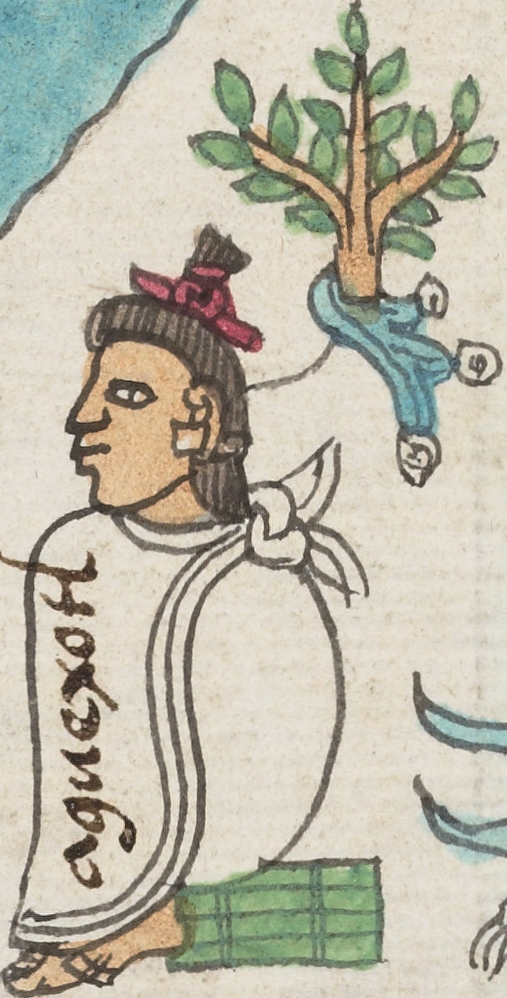
Ahuexo(lo)tl en el Códice Mendoza (fol 2r).

Ahuéxolotl  fue uno de los jefes mexicas que eligieron a Tenoch como primer gobernante de Tenochtitlan
Léase en crónica mexicayotl: 
«Llegado a los pies de Huitzilopochtli beso la 
tierra con el dedo de su mano, y luego le dieron cuatro codornices y con la sangre de ellas roció al ídolo y sus 
paredes : pidió luego le diesen un hueso agudo de tigre muy delgado y comenzd a hacer sacrificio en su persona, 
sangrándose de las puntas de las orejas, en los brazos, molledos, muslos y pantorrillas : bajd luego del templo y 
como estaban por su orden como en procesion, fueron al gran palacio, adonde a su puerta le llegd a saludar su 
abuelo Zihuacoatl, que lo estaban sosteniendo de los brazos cuatro principales viejos, que por ser mucha su vejez 
no se podía tener, porque tenía más de ciento y veinte años : el cual Zihuacoatl le hizo una larga oración al rey, 
dándole el parabien de su venida, con la buena victoria que tubo.con los enemigos, diciéndole : hijo, llegado sois a 
este tular y Canaveral cerrado de esta gran laguna de agua azul matlalatl toxpalatl, lago temeroso adonde yerve la 
agua salada y dulce, lugar de pescado y aves volantes, y la gran culebra que vuela y silva temerosamente, comedero 
y lugar de la gran águila Mexico Tenuchtitlan, fundado por los Azccatecas y Chichimecas, fundadores nombrados 
Tenzacatetl, Xomimitl, agua tigreada reverdeciente, asiento de la laguna Mexicana de sauces, y por esto los primeros 
fundadores así Uamados Ahuexolotl Yhuicton y Tenach, flor de los Chichimecas Mexitin, que son ahora Mexicanos, 
que adonde Tue su primer asiento fae en Chapultepec, luego en Acocolco, y en este cerro esta figurado vuestro 
abuelo Huitzilihuitl. Vista la larga oración del viejo, tan elocuente de antigüedad fundado, y el nombramiento de 
antiguos fundadores y reyes, hizole gran reverencia y salutacion a su padre y abuelo, agradeciendole con mucho 
encarecimiento su voluntad, y diciendo no ser capaz ni merecedor de tanta alabanza, tan profunda y elocuente, en 
especial de la persona de tanto y tan alto valor, siendo el muchacho nino criado en sus brazos.»